# Wingo
Wingo est une compagnie aérienne à bas prix appartenant à Copa Holdings, SA. Wingo est créée en octobre 2016 en remplacement de Copa Airlines Colombia, déficitaire depuis plusieurs années et avait perdu 29,7 millions de dollars au premier semestre 2016. En novembre 2019, Carolina Cortizo est nommée en tant que directrice générale de la compagnie.

## Histoire
Copa, sa maison mère, met en place en 2016 à la direction de Wingo Catalina Bretón, une ancienne dirigeante de JetBlue et Avianca, et Eduardo Lombana, le PDG de Copa Colombia, qui sera chargé de l'administration, des finances et des opérations de la compagnie aérienne. Copa transfère quatre Boeing 737-700 à Wingo. Ils voleront sous l'indicatif et les codes d'appel de Copa Colombie, et prendront principalement en charge les routes de Copa Colombie, ajoutant des vols de Bogotá et Medellín vers l'aéroport de Panama Pacifico. La nouvelle société offrira une classe de sièges et facturerait les bagages, la nourriture et les boissons, l'attribution des sièges et l'embarquement prioritaire. 
Wingo commence ses opérations le 1er décembre 2016 avec un vol entre Bogota et Cancún.

## Flotte

### Flotte actuelle

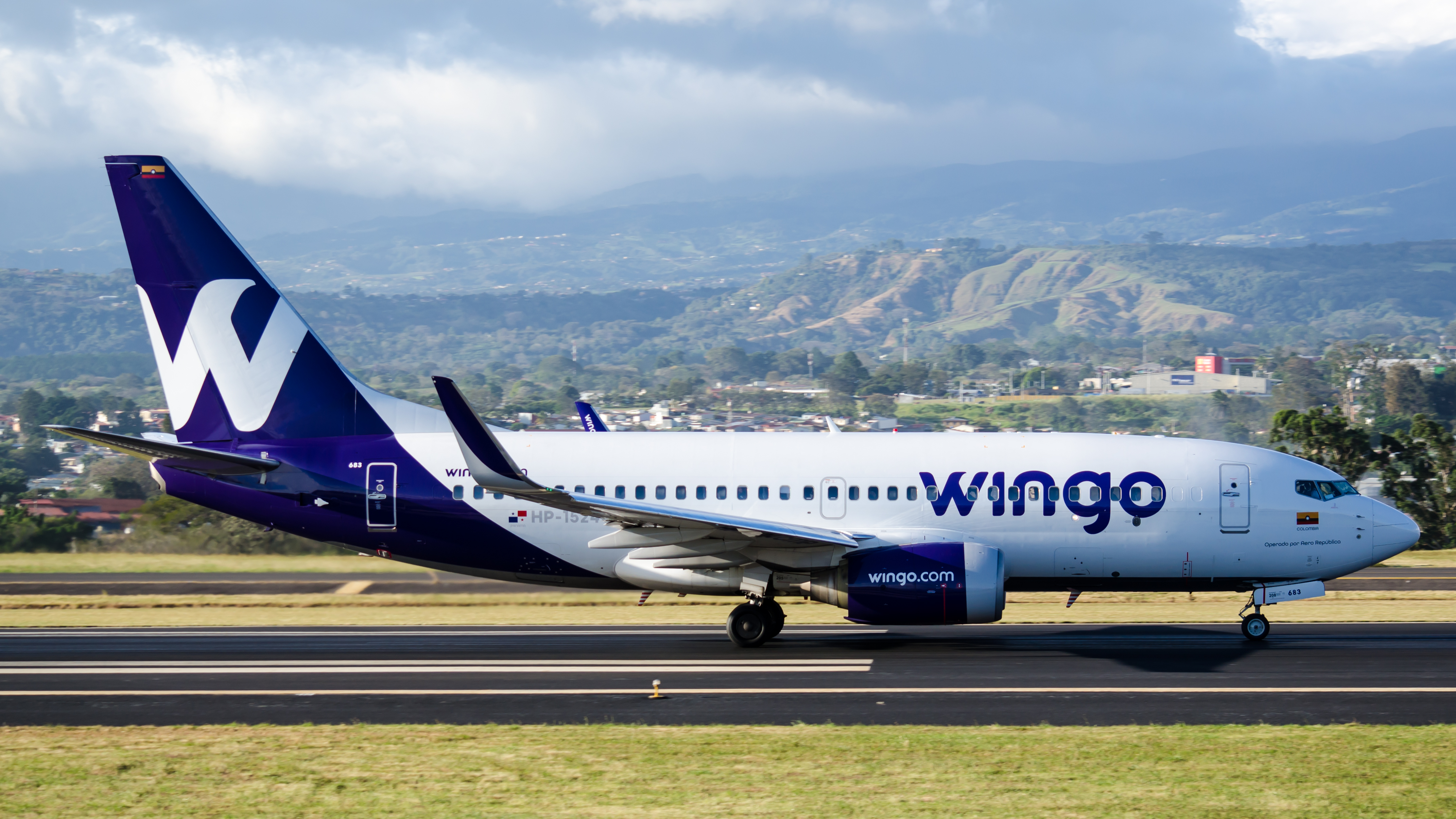
Ancien Boeing 737-700 de Wingo à l'aéroport international Juan Santamaría

En février 2020, Wingo utilise les appareils suivants:

### Ancienne flotte
Wingo exploitait auparavant les avions suivants:
| Avion          | Total | Introduit | Retraité | Remarques |
| -------------- | ----- | --------- | -------- | --------- |
| Boeing 737-700 | 4     | 2016      | 2020     |           |